# Reginald Grey, 3. Baron Grey de Ruthin

Wappen der Barone Grey de Ruthin

Reginald Grey, 3. Baron Grey of Ruthin (auch Reynold Grey oder Baron Grey of Ruthyn) (* um 1362; † 30. September 1440) war ein englischer Adliger.

## Herkunft und Erbe
Reginald Grey war der älteste Sohn seines gleichnamigen Vaters Reginald Grey, 2. Baron Grey of Ruthin und von dessen Frau Eleanor Lestrange. Als sein Vater 1388 starb, erbte Grey dessen Titel und umfangreichen Besitzungen, die hauptsächlich in Bedfordshire und Buckinghamshire lagen, dazu wurde er Herr der Herrschaft Ruthin, dem früheren Dyffryn Clwyd in Denbighshire in Wales. Nach dem Tod seiner Mutter 1396 erbte er auch ihr Wittum. Greys Großmutter väterlicherseits war Elizabeth Hastings gewesen, eine Tochter von John Hastings, 1. Baron Hastings. Als dessen Ururenkel John Hastings, 3. Earl of Pembroke 1389 kinderlos starb erlosch, beanspruchte Grey das Erbe der Familie Hastings. Diesen Anspruch konnte er zu großen Teilen gegen die Familien Strathbogie, Talbot und gegen die Hastings of Elsing durchsetzen. Durch dieses Erbe konnte Grey bis 1400, als die Witwe des letzten Earl of Pembroke starb, seine Besitzungen durch Ländereien in East Anglia, Kent, Leicestershire und Lincolnshire erweitern. Wesentliche Teile des Erbes, darunter die Herrschaft Abergavenny mit Abergavenny Castle in den Welsh Marches musste er aber an William Beauchamp abtreten, damit dieser seine Ansprüche auf das Erbe aufgab. Die Herrschaft Wexford in Irland musste er Richard Talbot, 4. Baron Talbot überlassen, dennoch beanspruchte Grey den Titel Lord of Wexford, so dass er schließlich mit Genehmigung des Königs den Titel Lord Grey of Wexford, Hastings, and Ruthin führen durfte. Letztlich blieb eine Reihe von Gütern im Besitz seiner Familie, aus denen er 1391 etwa zusätzliche £ 334 jährliche Einkünfte hatte. Damit hatten sich seine Einkünfte um etwa ein Drittel erhöht. In einem jahrelangen Verfahren vor dem Court of Chivalry gewann Grey schließlich gegen Edward Hastings auch das Recht, das Wappen der Hastings führen zu dürfen. Edward Hastings verlor das Verfahren und wurde dazu verurteilt, die Prozesskosten zu übernehmen. Da er sich dagegen weigerte, blieb er zwanzig Jahre lang in Schuldhaft, aus der er erst 1436 freikam, indem er die Schuld an Grey bezahlte.
Die Hauptwohnsitze von Grey wurden seine Güter in Wrest in Bedfordshire, Badmondisfield in Suffolk sowie Ruthin Castle in Wales, dazu errichtete er sich ein neues Stadthaus in Eastcheap in London.

## Im Dienst von Richard II. und Heinrich IV.
Bereits zu Lebzeiten seines Vaters hatte Grey 1382 als Richter in Bedfordshire gedient. Über 50 Jahre lang blieb Grey das Oberhaupt der Familie Grey of Ruthin. Als Baron Grey de Ruthyn nahm er ab 1388 regelmäßig an den Parlamenten teil und übernahm zahlreiche Ämter, vor allem in Bedfordshire. In den 1390er Jahren setzte er sich in den Parlamenten für mehrere Petitionen aus der Gascogne ein.  1394 hatte er am Feldzug von Richard II. nach Irland teilgenommen, wo er 1398 zeitweise als Justiciar diente. Als Henry Bolingbroke 1399 Richard II. stürzte und als Heinrich IV. neuer König wurde, war Grey ein klarer Unterstützter Bolingbrokes. Unter Heinrich IV. übernahm er ab 1401 rasch weitere Ämter in Huntingdonshire, Northamptonshire und Buckinghamshire. Dabei führte er zwischen 1404 und 1416 einen langen, heftigen Streit mit Alianore, der Witwe des 3. Baron St. Amand, das Jagdrecht in Ampthill. Als Haupterbe von John Hastings, 1. Baron Hastings beanspruchte Grey erfolgreich das Recht, bei der Krönung von Heinrich IV. 1399 die Sporen des Königs in Westminster Abbey tragen zu dürfen sowie bei dem anschließenden Festbankett für die Tischtücher verantwortlich zu sein. Im Juni 1401 nahm er an einer königlichen Ratsversammlung teil. Im Parlament stimmte er der Verurteilung von Gegnern des Königs zu, dazu war er einer von zwölf Bürgen, die für die Mitgift von Blanca, einer Tochter des Königs einstanden, die den deutschen Pfalzgraf Ludwig III. heiratete.

## Rolle während der Rebellion von Owain Glyndŵr
Bekannt wurde Grey durch seine Rolle während der Rebellion von Owain Glyndŵr in Wales. Grey war Lord of Ruthin in den Welsh Marches, einer fruchtbaren Region im Vale of Clwyd. 1394 gewährte Grey der Stadt Ruthin, einer blühenden Marktstadt, eine neue Charta. Diese Charta bestätigte die über 100 Jahre alte Stadtgründungscharta, dazu weitete sie das Braurecht der Bürger aus und verbesserte deren rechtliche Stellung vor den lokalen Gerichten. Während Greys Herrschaft wurde die Tuchherstellung in Ruthin ein bedeutender Wirtschaftszweig, Grey selbst besaß in der Region umfangreiche Schafherden mit über 2000 Tieren.
Vermutlich hatte Grey eine persönliche Abneigung gegen den walisischen Landadligen Owain Glyndŵr, dessen Ländereien an Greys grenzten. Über die Grenzen dieser Ländereien und über die Rechte an Gemeinschaftsflächen kam es zum Streit zwischen den beiden, und vermutlich nutzte Grey seine Stellung bei König Heinrich IV., um seine Ansprüche durchzusetzen. Dies führte mit zur offenen Rebellion von Owain Glyndŵr, der sich am 16. September zum Fürsten von Wales erklärte und zu Beginn seines Aufstands am 18. September die Stadt Ruthin angriff und plünderte. Unter den Bürgern der Stadt fand die Rebellion nur wenig Unterstützung, und angesichts der relativ geringen Schäden befand es Grey nicht für nötig, selbst nach Ruthin zu kommen. Die Rebellion weitete sich jedoch weiter in Wales aus. 1402 reiste Grey nach Ruthin, wo er im April in der Nähe der Stadt von den Rebellen gefangen genommen wurde. Die Waliser sperrten Grey vermutlich in Dolwyddelan Castle, und der König selbst sandte Unterhändler, um über Greys Freilassung zu verhandeln. Als versucht wurde, das Lösegeld in gefälschten Münzen zu bezahlen, verdoppelte Glyndŵr das Lösegeld auf stattliche 10.000 Mark (über £ 6666). Ehe er freigelassen wurde, um das Lösegeld aufzubringen, musste Grey mehrere Geiseln stellen, darunter seinen ältesten Sohn. Um das Lösegeld aufzubringen, musste er einige Güter des Hastings-Erbe verkaufen. Dadurch konnte er die Summe rasch aufbringen. Trotz der Landverkäufe war er bei weitem nicht verarmt, wie gelegentlich vermutet wird. Er hatte jedoch schwören müssen, nie wieder gegen Owain Glyndŵr zu kämpfen. Im Gegenzug wurde anscheinend Ruthin nicht mehr das Ziel von Überfällen der Rebellen.

## Späteres Leben
Grey nahm nicht an den Feldzügen von Heinrich V. in Frankreich teil. Stattdessen gehörte er 1415 dem neunköpfigen Rat an, der den Regenten, den Duke of Bedford beraten sollte. 1416 gehörte er zu den Baronen, die den römisch-deutschen König Sigismund bei seinem Besuch in England begrüßten. Als alter Mann spielte Grey während der Minderjährigkeit von Heinrich VI. keine größere Rolle.

## Heirat und Nachkommen
Grey war zweimal verheiratet. In erster Ehe heiratete er kurz nach dem 25. November 1378 Margaret de Ros, eine Tochter von Thomas de Ros, 4. Baron de Ros. Mit ihr hatte er mehrere Kinder, die er jedoch alle überlebte:
- Elizabeth Grey ⚭ Robert Poynings, 4. Baron Poynings
- Thomas
- Sir John Grey († 1439)
- Alice Grey ⚭ Sir John Knyvett
- Margaret Grey († nach 1426) ⚭ William Bonville, 1. Baron Bonville

In zweiter Ehe heiratete Grey zwischen 1404 und dem 7. Februar 1414 Joan († 1448), die junge Witwe von Thomas Raleigh. Sie war das einzige Kind und wurde die alleinige Erbin von William de Astley, 4. Baron Astley († um 1430) und von dessen Frau Joan de Willoughby. Mit ihr hatte er sieben Kinder, darunter:
- Sir Edward Grey, 6. Baron Ferrers of Groby († 1457) ⚭ Elizabeth Ferrers, 6. Baroness Ferrers of Groby
- John Grey of Barwell
- Robert Grey of Enville and Whittington ⚭ Eleanor Lowe
- Eleanor Grey ⚭ William Lucy († 1466)
- Alice Grey ⚭ Sir John Knyvett of Buckenham

Sein Enkel Edmund Grey, der älteste Sohn seines 1439 gestorbenen Sohns John Grey, erbte nach seinem Tod die Besitzungen der Familie Grey. Seine Söhne aus zweiter Ehe konnten durch das Erbe ihrer Mutter teils eigene Nebenlinien der Familie begründen.